# Ömer Rıza
Ömer Kerim Ali Rıza (* 8. November 1979 in London) ist ein ehemaliger türkischer Fußballspieler und aktueller -trainer.

## Karriere

### Verein
Ömer Ali Rıza begann seine Fußballkarriere in der Jugend beim FC Arsenal, schaffte jedoch nicht den Sprung in die 1. Mannschaft. Als ihn Arsenal drei Monate zum ADO Den Haag auslieh, gelangen ihm fünf Tore und andere Vereine wurden auf ihn aufmerksam. Er wechselte innerhalb der englischen Liga zu West Ham United, wo ihm jedoch erneut der Durchbruch nicht gelang. Westham verlieh ihn in der Folge an den FC Barnet und den Cambridge United F.C. Nach seiner erfolgreichsten Saison 2002/03, in der ihm 17 Tore gelangen, kam er in die türkische Liga zu Denizlispor. Im Januar 2006 wechselte er schließlich zu Trabzonspor. Hier blieb er zwei Spielzeiten lang. 
Anschließend wechselte er wieder nach England. Zurzeit spielt er in der Conference South beim FC Boreham Wood.

### Nationalmannschaft
Rıza spielte einmal für die türkische A2-Nationalmannschaft. Am 6. September 2005 wurde er beim Future Cup 2005 in Ankara gegen Deutschland nach der ersten Halbzeit ausgewechselt. Das Spiel endete 1:1.